# Aisha (krater)
För andra betydelser, se Aisha (olika betydelser).
Aisha är en nedslagskrater på planeten Venus. Aisha har fått sitt namn efter det kvinnliga förnamnet Aisha.
Kratern har en diameter på ungefär 10 km.